# ヘリカル型

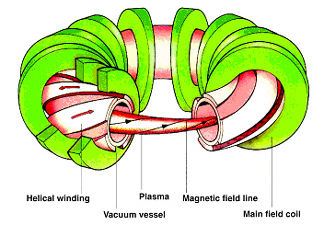
ヘリカル型の模式図

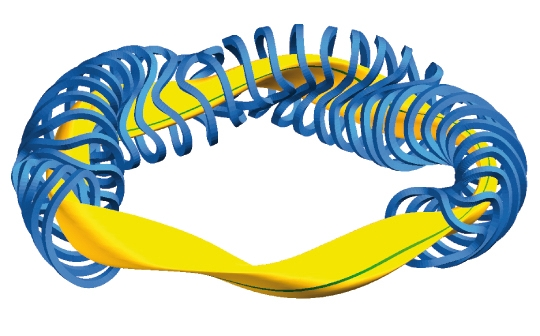
ヴェンデルシュタイン7-Xで使用されるコイルの配置。
青色のコイルが黄色のプラズマを囲う。磁力線は黄緑色。

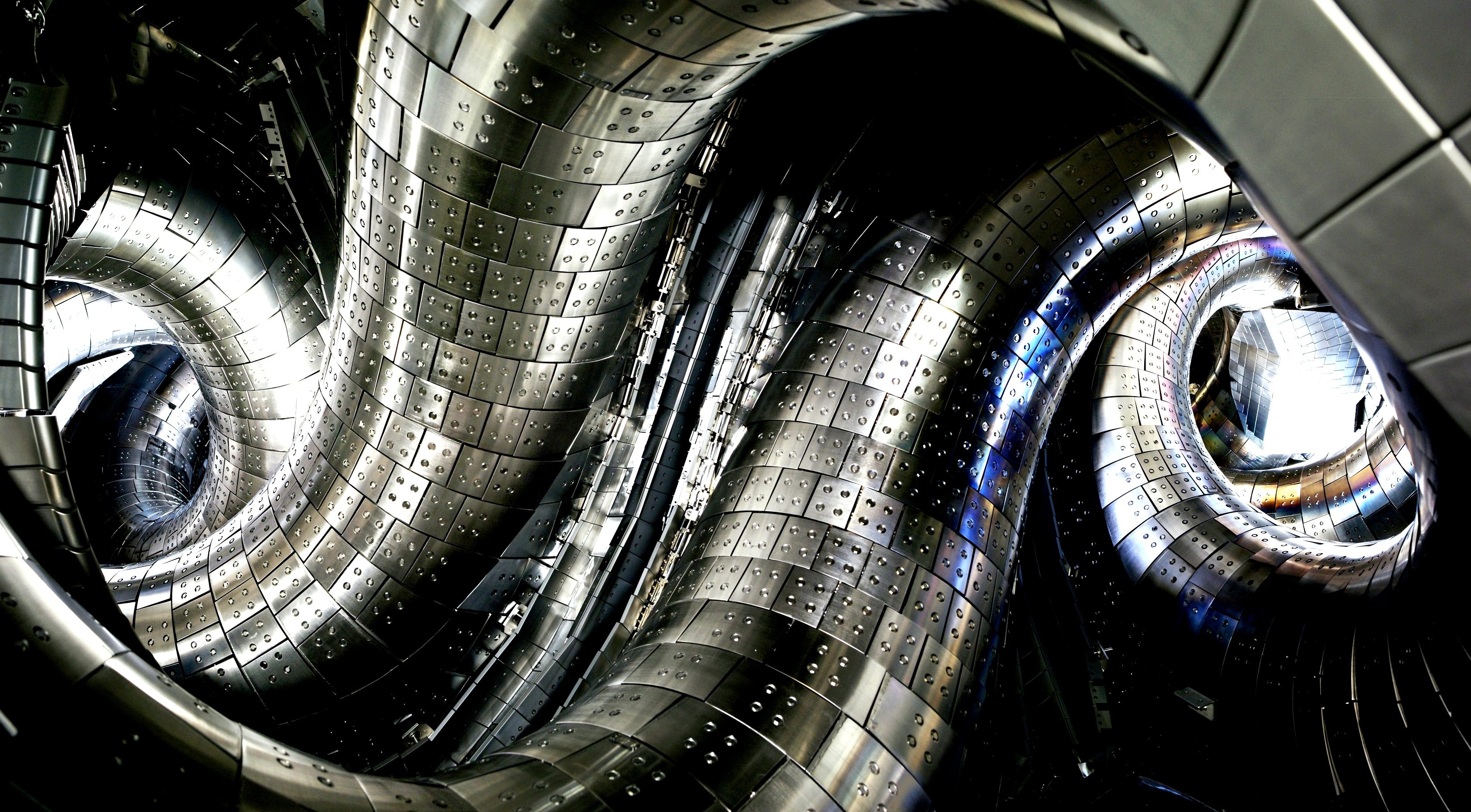
LHDのプラズマ真空容器の内部

ヘリカル型とは、核融合炉においてトカマク型と並べられるトーラス型の磁場閉じ込め方式の1種で、ねじれたコイルを周回させて閉じ込め磁場を作ることが特徴である。現代では、ステラレータ方式（主に欧米）、およびヘリオトロン方式（主に日本）の総称として用いられている。ただし海外では、後述の通りステラレータ・ヘリオトロンと併記されることが多く、この用語はほとんど使われていない。

## トカマク型との違い
トカマク型では閉じこめ磁場をトロイダルコイルを流れる電流とプラズマ中を流れるトロイダル電流によって閉じこめ磁場を形成しているのに対し、一般にヘリカル型ではその名の通りヘリカル（らせん）型の周回コイルに電流を流し、閉じ込め磁場を形成している。

### 長所
- 真空容器の外部のコイルに電流を流すことで、ねじれた磁場を作り出すことができ定常運転がしやすい
- ディスラプションが原理的に起きない
- プラズマに電流を流す必要がないため、入力電力が少なくてすみ、Q値（エネルギー利得）が高い[2]

### 短所
- オーミック加熱ができない
- コイル形状が複雑なため、設計が難しい
- 高速のプラズマ粒子の損失が多い

## ヘリカル型装置の例
- LHD (プラズマ装置) - 日本の核融合科学研究所に設置されている大型ヘリカル装置。二重らせん状に巻かれたヘリカルコイルと、6本のポロイダルコイルからなる。
- ヴェンデルシュタイン7-X - ドイツのマックスプランク研究所に設置されている、モジュラーコイルのヘリカル型装置。
- CHS - 日本の核融合科学研究所に設置されている、中型のヘリカル型装置。
- Heliotron J - 日本の京都大学エネルギー理工学研究所に設置されているヘリカル軸ヘリオトロン配位装置。

## 起源
現代のヘリカル型磁場配位の起源としては、ライマン・スピッツァー（プリンストン大学）によって1951年に提唱されたステラレータ、宇尾光治（京都大学）によって1958年5月に研究会にて発表され、7月の学会誌（核融合研究第１巻第１号）に公表されたヘリオトロン磁場配位が挙げられる。前者はプリンストン大学において「マッターホルン計画」として1957年11月に開示され、1958年9月のジュネーブにおける第２回原子力平和利用会議にて始めて公表されるまでは機密研究として進められていた。後者の開発は、1958年3月から京都大学基礎物理学研究所長を務めた湯川秀樹の尽力により、京都大学理学部原子核物理学教室の林忠四郎教授、京都大学基礎物理学研究所の早川幸男教授が世話人となり京都大学内に発足した高温プラズマ懇談会が中心となった。同年1958年11月に「ヘリコン計画」と命名されたこの研究グループには当時38名が参加しており、ヘリオトロンAを試作し、1959年11月より実験を開始した。発表の時期からみても、両者が独立して開発されたことがわかる。
ステラレータとヘリオトロンはどちらも発明された当時は、ヘリカル巻き線による閉じ込め方式に限定されたものとしてではなく、コイルに流す電流が作る磁場によってプラズマを閉じ込める方式の総称として用いられた。
ステラレータは、1953年にレーストラック型と８の字型の比較がModel-A ステラレータでなされ、Model-B3 ステラレータでヘリカルコイルが適用された。その後1961年からModel Cステラレータの建設が進められたが、1968年に報告されたトカマク型の成績をみて、トカマクへと改修された。
ステラレータはその後の開発経緯により現代では「古典的ステラレータ(classical stellarator)」、「トルサトロン(torsatron)」、「ヘリアック(heliac: helical-axis stellarator)」、「ヘリアス(helias: helical-axis advanced stellarator)」に分類されている。ヴェンデルシュタイン7-Xは「ヘリアス」に分類される。
京都大学のヘリオトロングループは一貫してヘリオトロン方式を追求した。発案当初より、２対の円型コイルの組み合わせによる「ポロイダル・ヘリオトロン」と螺旋コイルによる「ヘリカル・ヘリオトロン」が提案されていた。ヘリオトロンＢ(1960年)、ヘリオトロンC(1965年)まではポロイダル・ヘリオトロンであったが、円型コイルをプラズマ内に配置しなければならない「内部導体系」であったため、電子温度上昇とともに不純物発生が顕著となり、ヘリオトロンＤ（1970年）以降、ヘリオトロンDM（1975年）、ヘリオトロンE（1980年）とヘリカル・ヘリオトロン配位を採用している。さらに大型装置への展開として、ヘリオトロングループは一部核融合科学研究所に配置転換の後に、大型ヘリカル装置(LHD)の開発へと携わった。京都大学に残ったグループは、螺旋コイルでヘリオトロン配位の最適化を目指した「ヘリカル軸ヘリオトロン」であるヘリオトロンＪを開発し、2000年より実験を進めている。
ステラレータの一種である「トルサトロン」は「ヘリカル・ヘリオトロン」と同形であるため、しばしば用語に混乱がみられたり、学術論文においてはヘリオトロン/トルサトロン型と併記するなどの配慮がみられた。
今日では、ステラレータ・ヘリオトロン(stellarator/heliotron)と併記される機会が多くなってきた。